# Pomnik Zwycięstwa we Wrocławiu
Pomnik Zwycięstwa (niem. Siegesdenkmal) – pomnik upamiętniający niemieckich żołnierzy poległych w wojnie duńskiej (1864), wojnie prusko-austriackiej (1866) i wojnie prusko-francuskiej (1870), niezależnie od ich rangi i pochodzenia społecznego, który znajdował się we Wrocławiu, na placu Cesarzowej Augusty (obecnie bulwarze Xawerego Dunikowskiego). Zniszczony po 1945 roku.

## Historia
Pomysł budowy pomnika pojawił się 21 marca 1872 roku, a jego autorem był płk. von Donat 1 wrocławskiego batalionu rezerwy Landwehry nr 38. Z jego inicjatywy jednostka wystosowała postulat wzniesienia monumentu, który został poparty przez 1 batalion 3 dolnośląskiego regimentu Landwehry nr 50, społeczeństwo Wrocławia i urząd miejski, które również zgłosiły chęć udziału w budowie. W ciągu 366 dni zbiórki zebrano 21.200 talarów, a cesarz Wilhelm podarował na potrzeby jego budowy dwa zdobyczne działa francuskie. Od 2 grudnia 1872 roku pracowała, kierowana przez von Donata, komisja koordynująca budowę. Pomnik został ukończony 15 czerwca 1874 roku, a 28 czerwca został odsłonięty w obecności następcy tronu.
Po 1945 roku zniszczony, pozostałości platformy fundamentowej odkryto podczas prac rewitalizacyjnych bulwaru w 2015 roku.

## Projekt i wymowa
Autorem pomnika był wrocławski architekt Alexis Langer, rzeźby wykonali Georg Bähr i Scholz. Miał postać wysokiej na 25 m, wysmukłej piaskowcowej iglicy stylizowanej na zwieńczenie wieży gotyckiego kościoła, z dwiema mniejszymi iglicami po bokach. Wszystkie iglice były zdobione postaciami średniowiecznych wojowników. Na centralnej iglicy znajdowały się dwie tablice z inskrypcją z nazwiskami poległych żołnierzy, podtrzymywane przez anioły, i figury trzech żołnierzy symbolizujących trzy formacje wojskowe (piechotę, kawalerię i artylerię). Całość stała na okrągłej, wysokiej na sześć stopni platformie z ozdobną balustradą, na którą wejścia strzegły dwa zdobyczne, francuskie działa, umieszczone na osobnych cokołach. Platforma była umiejscowiona na dostępnym z trzech stron podeście.